# THW Kiel
Il Turnverein Hassee-Winterbek e. V. von 1904 Kiel è una squadra di pallamano avente sede nella città di Kiel, in Germania. È stata fondata nel 1904. Milita attualmente nella Handball-Bundesliga che è il massimo campionato nazionale tedesco di pallamano maschile.
La squadra è campione di Germania in carica e detiene anche la coppa di Germania e la supercoppa tedesca; nella sua storia ha vinto 23 campionati nazionali e 4 Champions League. Disputa le proprie gare interne presso la Wunderino Arena di Kiel.

## Palmarès

### Competizioni nazionali
- Campionato tedesco: 23 (record)
  - 1956-57, 1961-62, 1962-63, 1993-94, 1994-95, 1994-95, 1997-98, 1998-99, 1999-00, 2001-02
  - 2004-05, 2005-06, 2006-07, 2007-08, 2008-09, 2009-10, 2011-12, 2012-13, 2013-14, 2014-15
  - 2019-20, 2020-21, 2022-23

- Coppa di Germania: 13 (record)
  - 1997-98, 1998-99, 1999-00, 2006-07, 2007-08, 2008-09, 2010-11, 2011-12, 2012-13, 2016-17,
  - 2018-19, 2021-22, 2024-25

- Supercoppa di Germania: 13 (record)
  - 1995, 1998, 2005, 2007, 2008, 2011, 2012, 2014, 2015, 2020,
  - 2021, 2022, 2023

### Competizioni internazionali
- Coppa dei Campioni / Champions League: 4
  - 2006-07, 2009-10, 2011-12, 2019-20

- IHF Cup / EHF Cup: 4
  - 1997-98, 2001-02, 2003-04, 2018-19

- Champions Trophy: 1
  - 2006-07

- IHF Super Globe: 1
  - 2011

## Rosa 2025-2026
| N° | Naz.                 | Ruolo | Sportivo                   | Anno |  |  |
| -- | -------------------- | ----- | -------------------------- | ---- |  |  |
| 1  | Spagna (bandiera)    | P     | Gonzalo Pérez de Vargas    | 1991 |  |  |
| 4  | Croazia (bandiera)   | T     | Domagoj Duvnjak            | 1988 |  |  |
| 6  | Norvegia (bandiera)  | T     | Harald Reinkind            | 1992 |  |  |
| 7  | Danimarca (bandiera) | A     | Magnus Landin Jacobsen     | 1995 |  |  |
| 11 | Norvegia (bandiera)  | PV    | Petter Øverby              | 1992 |  |  |
| 12 | Germania (bandiera)  | P     | Leon Nowottny              | 2005 |  |  |
| 15 | Germania (bandiera)  | T     | Jesse Dahmke               | 2004 |  |  |
| 20 | Svizzera (bandiera)  | PV    | Lukas Laube                | 2000 |  |  |
| 21 | Svezia (bandiera)    | T     | Eric Johansson             | 2000 |  |  |
| 22 | Germania (bandiera)  | T     | Rasmus Ankermann           | 2007 |  |  |
| 23 | Germania (bandiera)  | A     | Rune Dahmke                | 1993 |  |  |
| 24 | Germania (bandiera)  | A     | Lukas Zerbe                | 1996 |  |  |
| 33 | Germania (bandiera)  | P     | Andreas Wolff              | 1991 |  |  |
| 45 | Danimarca (bandiera) | T     | Emil Madsen                | 2001 |  |  |
| 53 | Austria (bandiera)   | T     | Nikola Bilyk               | 1996 |  |  |
| 61 | Germania (bandiera)  | PV    | Hendrik Pekeler            | 1991 |  |  |
| 71 | Fær Øer (bandiera)   | T     | Elias Ellefsen á Skipagøtu | 2002 |  |  |
| 91 | Ungheria (bandiera)  | A     | Bence Imre                 | 2002 |  |  |
| 93 | Croazia (bandiera)   | PV    | Veron Načinović            | 2000 |  |  |

### Staff
- Allenatore:  Filip Jícha
- Vice allenatore:  Christian Sprenger
- Preparatore dei portieri:  Mattias Andersson
- Team Manager:  Michael Menzel